# La Femme interdite
Pour plus de détails, voir Fiche technique et Distribution.
La Femme interdite (Die verbotene Frau) est un téléfilm germano-autrichien réalisé par Hansjörg Thurn et diffusé en 2013.

## Synopsis
Verena, une journaliste reconnue, est bouleversée par sa rencontre avec Khalid, un étudiant venu des Émirats. Lorsqu'il rentre à Dubaï, elle décide de le suivre et découvre alors qu'il est le fils d'un puissant cheikh et qu'il est promis de longue date à la princesse Faizah. Khalid choisit pourtant d'épouser Verena, malgré l'opposition familiale. Scandalisé par ce mariage qui déshonore leur famille, le frère de Khalid se montre menaçant et son père mourant lui rappelle son devoir de futur monarque...

## Fiche technique
- Titre original : Die verbotene Frau
- Réalisation : Hansjörg Thurn
- Scénario : Caroline Hecht, Maureen Herzfeld, Gabriele Kister et Verena Wermuth
- Photographie : Peter Zeitlinger
- Durée : 89 minutes
- Date de diffusion :
  - France : 7 avril 2014 sur M6

## Distribution
- Alexandra Neldel (VF : Adeline Moreau) : Verena
- Mido Hamada (VF : Nessym Guetat) : Khalid
- Andreas Lust (VF : Mathieu Buscatto) : Paul
- Maya Henselek (VF : Geneviève Doang) : Faizah
- Sandra Cervik (VF : Emmanuelle Rivière) : Muaba
- Amira El Sayed (VF : Nathalie Karsenti) : Daima

 Source et légende : version française (VF) sur RS Doublage et selon le carton du doublage français télévisuel.